# كيفن سبنسر (مدرب رياضي)
كيفن سبنسر (بالإنجليزية: Kevin Spencer)‏ هو مدرب رياضي أمريكي، ولد في 2 نوفمبر 1953.